# Ртутный барометр
Рту́тный баро́метр — жидкостной барометр, в котором атмосферное давление измеряется по высоте столба ртути в запаянной сверху трубке, опущенной открытым концом в сосуд с ртутью. Шкала барометра часто размечена в миллиметрах, поэтому и популярна единица измерения в миллиметрах ртутного столба (мм рт. ст.).
В своём сочинении «Opera geometrica» (Флоренция, 1644) Торричелли излагает свои открытия и изобретения, среди которых самое важное место занимает изобретение ртутного барометра.
Ртутные барометры — наиболее точные приборы, ими оборудованы метеорологические станции, по ним проверяется работа других видов барометров.